# 엄 재머 래미
《엄 재머 래미》(Um Jammer Lammy, ウンジャマ・ラミー)는 나나온샤가 개발하고 소니 컴퓨터 엔터테인먼트가 배급한 1999년 리듬 게임이다. 1996년 출시한 《파라파 더 래퍼》의 후속작으로, 전작과 마찬가지로 플레이스테이션용으로 제작됐으며 마츠우라 마사야가 음악 작곡 및 프로듀서를 맡고 로드니 A. 그린블랫이 캐릭터 디자인을 담당했다.
1999년 12월, 일본에서 남코 시스템 12 기판에 기반한 아케이드판 《엄 재머 래미 나우!!》(Um Jammer Lammy Now!!)가 발매됐다. 이후 플레이스테이션판은 플레이스테이션 네트워크 디지털 플랫폼을 통해 플레이스테이션 3, 플레이스테이션 포터블 및 플레이스테이션 비타로 재발매됐다.

## 개발 및 출시
《파라파 더 래퍼》의 상업적 성공 이후 소니는 시리즈 제작에 큰 관심을 보였다. 그러나 마츠우라는 후속작 대신 외전을 개발하기로 했다. 아티스트 로드니 그린블랫은 이 결정에 반대했으나 이는 소수의견에 그쳤다. 또한 마츠우라는 랩 장르에서 벗어나 록 음악에 더 집중하고자 했다.

### 음악
1999년 4월 21일, 게임 내 곡 "Got to Move! (Millennium Girl)"이 단독 앨범으로 일본에서 발매됐다.